# Open TV
OpenTV (NASDAQ: OPTV
) és una companyia de televisió interactiva fundada el 1994. El seu principal negoci consisteix en la venda de sistemes operatius i programari per a set-top box. OpenTV cotitza en el NASDAQ sota el nom OPTV i el seu major accionista és el grup Kudelski.

## OpenTV Core middleware
El producte estrella d'OpenTV és OpenTV Core, un middleware de televisió digital molt estès. La tecnologia software OpenTV Core conté una capa d'abstracció de maquinari per tal de possibilitar una independència respecte del maquinari, llibreries de televisió, una selecció d'entorns d'execució d'aplicacions, i suport pels enregistradors personals de vídeo (PVR) per tal de crear un entorn de televisió digital per a set-top box.
El middleware OpenTV Core ha enviat sobre 100 milions de set-top boxes arreu del món (Febrer 2007) a 37 fabricants de set-top-box.

### Entorn d'execució OpenTV Virtual Machine
Les aplicacions d'OpenTV estan escrites en C, utilitzant un compilador propietari, gcco, amb sortides o-code que són executades en molts set-top boxes. L'API d'OpenTV contempla totes les funcions del maquinari, inclosa la transmissió de dades (broadcast en un sentit en satèl·lit, enllaços bidireccionals en dos sentits com un modem o un port sèrie i xarxes de banda ampla d'alta velocitat).

### Demanda de la Free Software Foundation contra Open TV
El 2002, la Free Software Foundation (FSF) va iniciar una acció GPL contra l'OpenTV. D'acord amb Forbes, OpenTV va acabar pagant 65.000 $. Però OpenTV també hauria complert posant a la seva disposició el codi de comanda, de forma que l'objecte del pagament no és clar. La missió declarada de la FSF no és la demanda per danys per violacions GPL.

## Publicitat OpenTV
OpenTV suporta publicitat interactiva. El 2005, van adquirir sistemes CAM, un trànsit de publicitat i solució de facturació pel cable als Estats Units (Comcast). OpenTV proporciona el sistema d'assignació, la programació, el trànsit, la verificació i la facturació, i recolza la inserció d'anuncis locals a la capçalera o al set-top box, que fusiona els anuncis mitjançant VOD i el PVR, el cual permet una televisió millorada per a la convocatòria dels consumidors a interaccionar i a la mesura d'audiències, que són solucions per l'efectivitat de la campanya.